# فريدريك مولر (مهندس)
فريدريك مولر (بالنرويجية البوكمول: Fredrik Møller)‏ هو مهندس نرويجي، ولد في 21 مارس 1906، وتوفي في 11 مارس 1971.